# Gabriele Altilio
Gabriele Altilio (Caggiano, 1436 – Policastro, 1501) è stato un poeta, vescovo cattolico e umanista italiano.
Vescovo di Policastro, è stato uno maggiori poeti in lingua latina della corte aragonese di Napoli.

## Biografia
Nulla si sa della sua gioventù, ma, grazie alla sua grande erudizione (padroneggiava latino, greco e filosofia) e alle sue qualità di letterato (lo chiamavano  Elegantissimus poeta), giunse ben presto a Napoli, divenendo amico di Giovanni Pontano e accademico panormita come sarà poi anche il concittadino Crisostomo Colonna.
Il Pontano (che sarebbe divenuto in seguito capo dell'accademia) lo stimava al punto da ricordarlo in alcune sue opere (tra le quali l'Actius), da dedicargli il suo De magnificentia e da segnalarlo al Duca di Calabria (il futuro effimero re di Napoli Alfonso II) che lo scelse come educatore del figlio Ferrandino, che successe al padre come Ferdinando II).
Fu anche un abile diplomatico alla corte di Ferdinando I prima e di Alfonso II poi. In questo ruolo fu, tra l'altro, inviato più volte a Roma, seguì Alfonso nella guerra contro Venezia, mediò con il Pontano la pace di Bagnolo e per il Principe di Capua fu presso l'Orsini a Vicovaro. Al seguito di Ferrandino fu anche in Puglia durante la repressione dei Baroni ribelli, e in Romagna, per concordare una linea di condotta comune contro Carlo VIII di Francia.
L'arrivo minaccioso di Carlo VIII indusse Alfonso II ad abdicare a favore del figlio Ferrandino (21 gennaio 1495) e l'Altilio ne divenne il segretario, tanto che molti documenti reali sono firmati "Ferdinandus - Altilius", inclusa l'abdicazione del giovane re il successivo 23 febbraio che nulla poté contro l'invasione francese.
A questo punto Gabriele Altilio lasciò Napoli per ritirarsi nella sua sede vescovile di Policastro dove morì nel 1501.
Non lontano dalle sponde del Melandro, precisamente in località "Fuossi" di Caggiano, vi sono i resti della sua villa.

## Opere
- Epitalamio in occasione delle nozze tra Isabella d'Aragona e Gian Galeazzo Sforza duca di Milano del gennaio 1489, pubblicata postuma nel 1528.
- Carmina ed elegie, conservati nella Biblioteca Nazionale di Vienna.